# Florence Li Tim-Oi
Florence Li Tim-Oi (chiń. trad. 李添嬡; pinyin Lǐ Tiān’ài; ur. 5 maja 1907 w Hongkongu, zm. 26 lutego 1992 w Toronto) – chińska misjonarka, pierwsza kobieta wyświęcona na kapłana w ramach Wspólnoty Anglikańskiej.

## Życiorys
Li Tim-Oi przyjęła chrzest w trakcie studiów, jednoczęśnie przjmując imię na cześć angielskiej pielęgniarki Florence Nightingale. Służyła jako diakon w Makau. 25 stycznia 1944 roku przyjęła święcenia kapłańskie jako pierwsza kobieta wyświęcona na kapłana w ramach Wspólnoty Anglikańskiej z rąk biskupa Victorii w Hongkongu – Ronalda Halla. Do wyświęcenia doszło na trzydzieści lat przed oficjalnym uznaniem ordynacji kobiet w Kościele anglikańskim, a decyzja biskupa Halla o wyświęceniu Li Tim-Oi na kapłana była związana z kryzysem we wspólnocie anglikańskiej w Hongkongu wynikającym z wojny japońsko-chińskiej. Li Tim-Oi pełniła posługę do końca II wojny światowej, a następnie ze względu na kontrowersje jakie budziła jej ordynacja zrezygnowała z posługi kapłańskiej jednocześnie nie zrzekając się święceń kapłańskich. W okresie rewolucji kulturalnej w Chinach pracowała w jako robotnica w fabryce. Pod koniec życia osiadła w Toronto, w Kanadzie.